# Madison McFerrin
Madison McFerrin (* 5. November 1991) ist eine amerikanische Soul- und Jazzmusikerin (Gesang, Keyboard, Komposition).

## Leben und Wirken
McFerrin stammt aus einer Musikerfamilie; ihr Vater ist der Sänger und Dirigent Bobby McFerrin. Sie wollte bereits mit fünf Jahren Sängerin werden und erhielt als Kind Klavierunterricht; ihren ersten Song schrieb sie in der dritten Klasse. Sie absolvierte das Berklee College of Music.
McFerrins Karriere als Profimusikerin begann mit einer Panne: Bei einem Wahlkampfauftritt für Hillary Clinton sang sie die Nationalhymne, allerdings in einer speziellen Version, die die Menschen im Publikum nicht kannten. Die Menge übertönte sie und brachte sie aus dem Konzept, so dass sie falsche Töne sang. Trotz Kritik machte sie weiter und konzentrierte sich auf A-cappella-Soul. 2016 erschien ihre erste EP, Finding Foundations: Vol 1, gefolgt 2018 von Finding Foundations: Vol II. Kurze Zeit später tourte sie durch Europa, wo sie bei Überjazz und später auf dem Reeperbahnfestival in Hamburg auftrat. Nach ihrer EP You + I erschien 2023 ihr erstes Album I Hope You Can Forgive Me.